# Stuart Cassidy
Stuart Michael Cassidy (Ellis, 26 settembre 1968) è un ex ballerino inglese, primo ballerino del Royal Ballet dal 1991 al 1998.

## Biografia
Nato nel Kent, Stuart Cassidy ha cominciato a studiare danza nel 1975 e tre anni più tardi è stato ammesso alla Royal Ballet School. Nel 1987 ha partecipato al Prix de Lausanne, vincendo il "Professional Level Prize". Grazie al premio vinto, nello stesso anno è stato scritturato dal Royal Ballet, di cui ha scalato rapidamente i ranghi: nel 1989 è stato promosso a solista, 1990 a primo solista e nel 1991 a primo ballerino.
Nei suoi undici anni con la compagnia ha danzato molti dei grandi ruoli del repertorio maschile, tra cui Romeo e Mercuzio nel Romeo e Giulietta e Lescaut nella Manon di Kenneth MacMillan, Siegfried ne Il lago dei cigni di Anthony Dowell, il Principe nella Cenerentola e Dafni nel Dafni e Cloe di Frederick Ashton, il Principe ne La bella addormentata e Basilio ed Espada nel Don Chisciotte di Marius Petipa, il Principe ne Lo schiaccianoci e Albrecht nella Giselle di Peter Wright. È tornato a danzare brevemente al Covent Garden nell'estate del 2001, periodo durante il quale ha interpretato Colas ne La fille mal gardée di Ashton e Franz nella Coppélia di Ninette de Valois.
Nel novembre 1998 ha lasciato il Royal Ballet insieme a Gary Avis, Tetsuya Kumakawa e altri due ballerini per fondare la compagnia K Ballet a Tokyo. Cassidy ha continuato a danzare per il K Ballet per oltre un decennio e, dopo il ritiro dalle scene, si è dedicato alla direzione artistica della compagnia e all'insegnamento.